# Tomáš Salinger
Tomáš Salinger (né le 16 mars 1938 et mort le 31 janvier 2020) est un athlète tchèque spécialiste du 1 500 mètres.

## Biographie

### Palmarès
| Date | Compétition           | Lieu     | Résultat | Performance   |
| ---- | --------------------- | -------- | -------- | ------------- |
| 1961 | Universiade d'été     | Sofia    | 1er      | 3 min 45 s 75 |
| 1962 | Championnats d'Europe | Belgrade | 3e       | 3 min 42 s 2  |

### Records
| Épreuve      | Performance  | Lieu     | Date              |
| ------------ | ------------ | -------- | ----------------- |
| 1 500 mètres | 3 min 42 s 2 | Belgrade | 16 septembre 1962 |